# Distretto di Huaso
Il distretto di Huaso  è uno dei quattro distretti della provincia di Julcán, in Perù. Si trova nella regione di La Libertad e si estende su una superficie di 431,05  chilometri quadrati.